# Parafia Narodzenia Najświętszej Maryi Panny w Kostarowcach
Parafia Narodzenia Najświętszej Maryi Panny w Kostarowcach – rzymskokatolicka parafia znajdująca się w archidiecezji przemyskiej, w dekanacie Jaćmierz.

## Historia
Kostarowce były założone ok. 1340 roku przez księcia Bolesława Jerzego Trojdenowicza. W 1390 roku wzmiankowano istnienie kościoła należącego do parafii w Strachocinie. W 1440 roku wzmiankowano istnienie cerkwi. W 1872 roku miejscowi grekokatolicy zbudowali kolejną drewnianą cerkiew św. Szymona Stupnika, która po wysiedleniu grekokatolików, została zaadaptowana na kościół filialny.
13 września 1966 roku dekretem prymasa kardynała abpa Stefana Wyszyńskiego kościół otrzymał wezwanie Narodzenia Najświętszej Maryi Panny. W latach 1985–1988 staraniem ks. Józefa Niżnika kościół rozbudowano i wyremontowano. 23 listopada 2013 roku dekretem abpa Józefa Michalika została erygowana parafia, z wydzielonego terytorium parafii Strachocina.
Na terenie parafii jest 704 wiernych.
Proboszczowie parafii:
2013–2020. ks. Bogdan Czerwiński.
2020–2021. ks. Adam Chochołek.
2021– nadal ks. Jan Franków.